# Liste der Hallensüdamerikameister in der Leichtathletik/Medaillengewinnerinnen
Die Liste der Hallenasienmeister in der Leichtathletik führt sämtliche Medaillengewinner bei Leichtathletik-Hallensüdamerikameisterschaften seit 2020 auf. Sie ist gegliedert nach Wettbewerben, die aktuell zum Wettkampfprogramm gehören, und nach nicht mehr ausgetragenen Wettbewerben.

## Aktuelle Wettbewerbe

### 60 m
| Hallensüdamerikameisterschaften | Hallensüdamerikameisterschaften | Gold                  | Silber                | Bronze                  |
| ------------------------------- | ------------------------------- | --------------------- | --------------------- | ----------------------- |
| 2020                            | Cochabamba                      | Rosângela Santos      | Natalia Linares       | María Victoria Woodward |
| 2022                            | Cochabamba                      | Rosângela Santos      | Vitória Cristina Rosa | Macarena Borie          |
| 2024                            | Cochabamba                      | Vitória Cristina Rosa | Laura Martínez        | Anaís Hernández         |
| 2025                            | Cochabamba                      | Ana Azevedo           | Marlet Ospino         | Anaís Hernández         |

### 400 m
| Hallensüdamerikameisterschaften | Hallensüdamerikameisterschaften | Gold                      | Silber                  | Bronze                   |
| ------------------------------- | ------------------------------- | ------------------------- | ----------------------- | ------------------------ |
| 2020                            | Cochabamba                      | Tiffani Marinho           | María Fernanda Mackenna | Geisa Aparecida Coutinho |
| 2022                            | Cochabamba                      | Tábata de Carvalho        | Liliane Parrela         | Noelia Martínez          |
| 2024                            | Cochabamba                      | Tiffani Marinho           | Noelia Martínez         | Tábata de Carvalho       |
| 2025                            | Cochabamba                      | María Florencia Lamboglia | Ibeyis Romero           | Lucía Sotomayor          |

### 800 m
| Hallensüdamerikameisterschaften | Hallensüdamerikameisterschaften | Gold                | Silber           | Bronze           |
| ------------------------------- | ------------------------------- | ------------------- | ---------------- | ---------------- |
| 2020                            | Cochabamba                      | Déborah Rodríguez   | Mariana Borelli  | María Marascia   |
| 2022                            | Cochabamba                      | Déborah Rodríguez   | Jaqueline Weber  | Martina Escudero |
| 2024                            | Cochabamba                      | María Pía Fernández | Berdine Castillo | Flávia de Lima   |
| 2025                            | Cochabamba                      | Jaqueline Weber     | María Rojas      | Cecilia Gómez    |

### 1500 m
| Hallensüdamerikameisterschaften | Hallensüdamerikameisterschaften | Gold                | Silber              | Bronze          |
| ------------------------------- | ------------------------------- | ------------------- | ------------------- | --------------- |
| 2020                            | Cochabamba                      | María Pía Fernández | Jhoselyn Camargo    | Mariana Borelli |
| 2022                            | Cochabamba                      | Jhoselyn Camargo    | Tatiana Poma        | Jaqueline Weber |
| 2024                            | Cochabamba                      | Anita Poma          | María Pía Fernández | Benita Parra    |
| 2025                            | Cochabamba                      | Anita Poma          | Benita Parra        | July da Silva   |

### 3000 m
| Hallensüdamerikameisterschaften | Hallensüdamerikameisterschaften | Gold             | Silber        | Bronze                 |
| ------------------------------- | ------------------------------- | ---------------- | ------------- | ---------------------- |
| 2020                            | Cochabamba                      | Jhoselyn Camargo | Edith Mamani  |                        |
| 2022                            | Cochabamba                      | Lizeth Veizaga   | Eva Fernández | Elisângela de Oliveira |
| 2024                            | Cochabamba                      | Benita Parra     | Tatiana Poma  |                        |
| 2025                            | Cochabamba                      | Benita Parra     | Mica Rivera   | Gabriela Mamani        |

### 60 m Hürden
| Hallensüdamerikameisterschaften | Hallensüdamerikameisterschaften | Gold                    | Silber                    | Bronze            |
| ------------------------------- | ------------------------------- | ----------------------- | ------------------------- | ----------------- |
| 2020                            | Cochabamba                      | María Ignacia Eguiguren | María Florencia Lamboglia | Diana Bazalar     |
| 2022                            | Cochabamba                      | Ketiley Batista         | Diana Bazalar             | Valentina Polanco |
| 2024                            | Cochabamba                      | Ketiley Batista         | Vitória Alves             | Millie Díaz       |
| 2025                            | Cochabamba                      | Ketiley Batista         | Helen Bernard             | Génesis Romero    |

### 4 × 400 m Staffel
| Hallensüdamerikameisterschaften | Hallensüdamerikameisterschaften | Gold                                                                   | Silber                                                                                   | Bronze |
| ------------------------------- | ------------------------------- | ---------------------------------------------------------------------- | ---------------------------------------------------------------------------------------- | ------ |
| 2020                            | Cochabamba                      | Bolivien Lucía Sotomayor Alini Delgadillo Leticia Arispe Cecilia Gómez |                                                                                          |        |
| 2022                            | Cochabamba                      | Bolivien Lucía Sotomayor Mariana Arce Tania Guasace Cecilia Gómez      | Argentinien Martina Escudero Valentina Polanco María Florencia Lamboglia Noelia Martínez |        |
| 2024                            | Cochabamba                      | Bolivien Cecilia Gómez Tania Guasace Valentina Rojas Mariana Arce      | Uruguay Martina Coronato Millie Díaz Sofía Ingold María Pía Fernández                    |        |
| 2025                            | Cochabamba                      | Bolivien Lucía Sotomayor Mariana Arce Nayana Aramayo Cecilia Gómez     | Argentinien Helen Bernard Marlene Koss Victoria Zanolli Belén Fritzsche                  |        |

### Hochsprung
| Hallensüdamerikameisterschaften | Hallensüdamerikameisterschaften | Gold              | Silber                | Bronze                      |
| ------------------------------- | ------------------------------- | ----------------- | --------------------- | --------------------------- |
| 2020                            | Cochabamba                      | Valdiléia Martins | Lorena Aires          | Betsabé Páez                |
| 2022                            | Cochabamba                      | Sarah Freitas     | Arielly Monteiro      | Carla Ríos                  |
| 2024                            | Cochabamba                      | Valdiléia Martins | María Isabel Arboleda | Arielly Monteiro Carla Ríos |
| 2025                            | Cochabamba                      | Arielly Monteiro  | Lorena Aires          | Valdiléia Martins           |

### Stabhochsprung
| Hallensüdamerikameisterschaften | Hallensüdamerikameisterschaften | Gold              | Silber            | Bronze            |
| ------------------------------- | ------------------------------- | ----------------- | ----------------- | ----------------- |
| 2020                            | Cochabamba                      | Nicole Hein       | Juliana Campos    |                   |
| 2022                            | Cochabamba                      | Isabel de Quadros | Alejandra Arévalo | Juliana Campos    |
| 2024                            | Cochabamba                      | Beatriz Chagas    | Isabel de Quadros |                   |
| 2025                            | Cochabamba                      | Beatriz Chagas    | Isabel de Quadros | Carolina Scarponi |

### Weitsprung
| Hallensüdamerikameisterschaften | Hallensüdamerikameisterschaften | Gold             | Silber         | Bronze          |
| ------------------------------- | ------------------------------- | ---------------- | -------------- | --------------- |
| 2020                            | Cochabamba                      | Natalie Aranda   | Aries Sánchez  | Eliane Martins  |
| 2022                            | Cochabamba                      | Natalie Aranda   | Rocío Muñoz    | Eliane Martins  |
| 2024                            | Cochabamba                      | Lissandra Campos | Eliane Martins | Natalia Linares |
| 2025                            | Cochabamba                      | Natalia Linares  | Natalie Aranda | Eliane Martins  |

### Dreisprung
| Hallensüdamerikameisterschaften | Hallensüdamerikameisterschaften | Gold                | Silber              | Bronze         |
| ------------------------------- | ------------------------------- | ------------------- | ------------------- | -------------- |
| 2020                            | Cochabamba                      | Liuba Zaldívar      | Valeria Quispe      | Silvana Segura |
| 2022                            | Cochabamba                      | Gabriele dos Santos | Liuba Zaldívar      | Silvana Segura |
| 2024                            | Cochabamba                      | Gabriele dos Santos | Valeria Quispe      | Estrella Lobo  |
| 2025                            | Cochabamba                      | Regiclécia Cândido  | Gabriele dos Santos | Valeria Quispe |

### Kugelstoßen
| Hallensüdamerikameisterschaften | Hallensüdamerikameisterschaften | Gold           | Silber             | Bronze         |
| ------------------------------- | ------------------------------- | -------------- | ------------------ | -------------- |
| 2020                            | Cochabamba                      | Geisa Arcanjo  | Ivana Gallardo     |                |
| 2022                            | Cochabamba                      | Lívia Avancini | Ivana Gallardo     | Milena Sens    |
| 2024                            | Cochabamba                      | Ivana Gallardo | Natalia Duco       |                |
| 2025                            | Cochabamba                      | Ivana Gallardo | Ana Caroline Silva | Lívia Avancini |

### Siebenkampf
| Hallensüdamerikameisterschaften | Hallensüdamerikameisterschaften | Gold               | Silber             | Bronze             |
| ------------------------------- | ------------------------------- | ------------------ | ------------------ | ------------------ |
| 2022                            | Cochabamba                      | Raiane Vasconcelos | Camila Jiménez     |                    |
| 2024                            | Cochabamba                      | Raiane Vasconcelos | Tainara Mees       | Ana Camila Pirelli |
| 2025                            | Cochabamba                      | Tamara de Sousa    | Roberta dos Santos | Ana Paula Argüello |

## Ehemalige Wettbewerbe

### 200 m
Dieser Bewerb wurde nur bei den Hallensüdamerikameisterschaften 2020 ausgetragen und anschließend ersatzlos gestrichen.
| Hallensüdamerikameisterschaften | Hallensüdamerikameisterschaften | Gold            | Silber                  | Bronze          |
| ------------------------------- | ------------------------------- | --------------- | ----------------------- | --------------- |
| 2020                            | Cochabamba                      | Natalia Linares | María Fernanda Mackenna | Noelia Martínez |